# Gran Premi de França del 1970
Resultats del Gran Premi de França de Fórmula 1 de la temporada 1970, disputat al circuit de Clermont-Ferrand el 5 de juliol del 1970.

## Resultats
| Pos | No | Pilot                | Equip                | Voltes | Temps/ Retirada   | Pos. de sortida | Punts |
| --- | -- | -------------------- | -------------------- | ------ | ----------------- | --------------- | ----- |
| 1   | 6  | Jochen Rindt         | Lotus - Ford         | 38     | 1h 55' 57. 0      | 6               | 9     |
| 2   | 14 | Chris Amon           | March - Ford         | 38     | + 7.61 s          | 3               | 6     |
| 3   | 23 | Jack Brabham         | Brabham - Ford       | 38     | + 44.83 s         | 5               | 4     |
| 4   | 19 | Denny Hulme          | McLaren - Ford       | 38     | + 45.66 s         | 7               | 3     |
| 5   | 20 | Henri Pescarolo      | Matra                | 38     | + 1' 19. 42 min.  | 8               | 2     |
| 6   | 32 | Dan Gurney           | McLaren - Ford       | 38     | + 1' 19. 65 min.  | 17              | 1     |
| 7   | 22 | Rolf Stommelen       | Brabham - Ford       | 38     | + 2' 20. 16 min.  | 14              |       |
| 8   | 7  | John Miles           | Lotus - Ford         | 38     | + 2' 47. 17 min.  | 18              |       |
| 9   | 1  | Jackie Stewart       | March - Ford         | 38     | + 3' 09. 61 min.  | 4               |       |
| 10  | 8  | Graham Hill          | Lotus - Ford         | 37     | + 1 Volta         | 20              |       |
| 11  | 2  | François Cevert      | March - Ford         | 37     | + 1 Volta         | 13              |       |
| 12  | 4  | George Eaton         | BRM                  | 36     | + 2 Voltes        | 19              |       |
| 13  | 21 | Jean-Pierre Beltoise | Matra                | 35     | Sense combustible | 2               |       |
| 14  | 11 | Ignazio Giunti       | Ferrari              | 35     | + 3 Voltes        | 11              |       |
| NC  | 16 | Andrea de Adamich    | McLaren - Alfa Romeo | 29     | No Classificat    | 15              |       |
| Ret | 12 | Jo Siffert           | March - Ford         | 23     | Accident          | 16              |       |
| Ret | 18 | Ronnie Peterson      | March - Ford         | 17     | Diferencial       | 9               |       |
| Ret | 10 | Jacky Ickx           | Ferrari              | 16     | Motor             | 1               |       |
| Ret | 3  | Pedro Rodríguez      | BRM                  | 6      | Caixa canvi       | 10              |       |
| Ret | 5  | Jackie Oliver        | BRM                  | 5      | Motor             | 12              |       |
| NVQ | 24 | Silvio Moser         | Bellasi - Ford       |        |                   |                 |       |
| NVQ | 9  | Alex Soler-Roig      | Lotus - Ford         |        |                   |                 |       |
| NVQ | 25 | Pete Lovely          | Lotus - Ford         |        |                   |                 |       |

## Altres
- Pole: Jacky Ickx 2' 58. 22

- Volta ràpida: Jack Brabham 3' 00. 75 (a la volta 29)